# Hypocondrie
Ne doit pas être confondu avec Hypocondre ou Nosophobie.
 Mise en garde médicale
L'hypocondrie (ou trouble hypocondriaque) est un trouble de la santé mentale caractérisé par une peur et anxiété excessives et bouleversantes concernant la santé et le bon fonctionnement du corps du patient. Une inquiétude obsessionnelle amène l'hypocondriaque à interpréter la moindre observation comme le signe d'une maladie grave. Le Manuel diagnostique et statistique des troubles mentaux (DSM-IV-TR) définit ce trouble, « hypocondrie », en tant que trouble somatoforme. Une étude montre qu'environ 3,5 %  des personnes sont victimes du trouble hypocondriaque.

## Étymologie
Du latin hypochondria, du grec hypo (sous), et khondros (cartilage des côtes). Le terme « mélancolie hypocondriaque » est attesté depuis le XVIe siècle et concernait à l'origine des individus ayant des douleurs dans la zone située sous le cartilage des côtes droites (partie du corps appelée les hypocondres), qui ne pouvait être palpée par les médecins.[réf. souhaitée] La connaissance du corps humain étant alors peu développée, ils étaient donc pris pour des individus souffrant d'une maladie fictive. Ainsi, Severinus Engalenus et Daniel Sennert traitent l’hypocondrie et le scorbut comme ne formant qu’une seule et même maladie, plaçant le siège principal de l’hypocondrie dans la veine porte, le tronc cœliaque, les artères mésentériques et l’estomac. Ces douleurs étaient très souvent dues à des coliques vésiculaires, ou des calculs biliaires. Des individus souffrant de ces calculs allaient chez les médecins qui, incapables de palper ou d'observer sous cette masse osseuse et cartilagineuse que sont les côtes, ne voyaient rien d'anormal.[réf. souhaitée]
L'hypocondrie est définie par une « douleur morale qui s'exprime en termes de pathologie organique et conduit le patient à l'exercice d'une relation ambiguë avec le médecin, sollicité et rejeté par un malade qui détient seul le secret de son mal et le savoir de son remède. Le sujet se donne à percevoir comme malade imaginaire, et profère à l'égard de ses proches un discours sans réponse, qui obligatoirement les engage dans une relation sadomasochiste de mise en question du corps ». Cette définition doit être complétée par un élément central de l'hypocondrie qui la différencie par exemple des formes névrotiques, hystérie de conversion ou « trouble somatoforme » dans l'approche DSM ou CIM : le patient a « une tendance maladive à en déterminer les causes » (Jules Cotard).
La cybercondrie est un terme familier désignant une hypocondrie provoquée ou exacerbée par des recherches d'informations médicales effectuées sur Internet. Les médias tels qu'Internet ou la télévision conduisent parfois à l'hypocondrie, y compris dans les publicités exposant le cancer et la sclérose en plaques[réf. nécessaire].

## Critères diagnostiques
Une hypocondrie « névrotique », où il est question des inquiétudes quant à la santé somatique, est distinguée d'une hypocondrie « psychotique » où il ne s'agit pas simplement d'inquiétudes mais de certitudes quant à la présence d'une maladie,,.
L'hypocondrie est définie par le DSM-IV d'après les critères suivants, :
1. Préoccupation centrée sur la crainte ou l'idée d'être atteint d'une maladie grave, fondée sur l'interprétation erronée par le sujet de symptômes physiques ;
2. Préoccupation qui persiste malgré un bilan médical approprié et rassurant ;
3. Croyance exposée dans le critère 1 qui ne revêt pas une intensité délirante (comme dans le trouble délirant, type somatique) et ne se limite pas à une préoccupation centrée sur l'apparence (comme dans le trouble de la dysmorphophobie) ;
4. Préoccupation qui est à l'origine d'une souffrance cliniquement significative ou d'une altération du fonctionnement social, professionnel ou dans d'autres domaines importants ;
5. La durée de la perturbation est d'au moins six mois ;
6. Préoccupation qui n'est pas mieux expliquée par une anxiété généralisée, un trouble obsessionnel-compulsif, un trouble panique, un épisode dépressif majeur, une angoisse de séparation ou un autre trouble somatoforme ;
7. Un surdiagnostic.

Le sujet hypocondriaque vit dans la crainte ou l'idée d’être atteint d'une maladie grave. Il est persuadé de posséder des signes ou symptômes prétendument indétectables par les médecins. La préoccupation peut concerner soit certaines fonctions corporelles comme le rythme cardiaque, la transpiration, le transit digestif, soit des perturbations physiques mineures comme une petite plaie ou une toux occasionnelle, soit des sensations physiques vagues et ambiguës (le cœur fatigué, les veines douloureuses). Il attribue ces signes ou symptômes à la maladie qu’il soupçonne et s'inquiète de sa signification.
Cette maladie est classiquement considérée comme une affection de l’adulte, bien qu’elle puisse apparaître chez l'adolescent. Chez l’un comme chez l’autre, des inquiétudes et des plaintes douloureuses sont exprimées, les visites chez le médecin sont très fréquentes, ainsi que des examens médicaux approfondis. Malgré les résultats toujours négatifs, certains malades vont parfois jusqu’à réclamer une intervention chirurgicale pour réparer un défaut qu’ils attribuent à une partie de leur corps. Leur conviction est redoutable et leur certitude est difficile à ébranler. 
[à recycler]Depuis 2020 et la pandémie du COVID-19, des psychologues ont observé que certaines personnes auraient développé des troubles anxieux impliquant une forme d'hypocondrie dans le JT de France tv.

## Causes
Des études familiales sur l'hypocondrie ne montrent aucune transmission génétique du trouble. Cependant, certains individus souffrent de troubles somatiques et de troubles anxieux généralisés dans la plupart des cas. D'autres études montrent que des patients atteindraient un haut risque d'hypocondrie si ceux-ci atteignaient une fréquence somatoforme.
Certaines anxiétés et dépressions pourraient faire suite à des problèmes neurochimiques liés à la sérotonine et à la noradrénaline. Les symptômes physiques chez les individus souffrant d'anxiété et de dépression sont des symptômes réels, et pourraient être déclenchés par des changements neurologiques. Par exemple, trop de noradrénaline pourrait engendrer de sévères troubles de peurs paniques dont les symptômes impliqueraient des palpitations élevées, transpiration, peur et difficultés respiratoires. Trop peu de sérotonine peut engendrer une forte dépression, accompagnée de troubles du sommeil, une forte fatigue et typiquement une intervention médicale.

## Types
Il existerait trois formes d’hypocondrie.
La première est la forme névrotique. Dans ce cas, le malade est conscient de sa maladie. Il présente généralement une asthénie, des angoisses à propos de telle ou telle affection (par exemple un cancer ou une tumeur). Ce sont des crises d’angoisse au cours lesquelles il ressent le besoin de voir d’urgence un médecin, ces crises peuvent être fréquentes.
La deuxième est la forme démentielle qui se caractérise par une détérioration de l’individu avec sénilité et ralentissement psychomoteur.
La dernière est la forme psychotique. La conviction est alors inébranlable, prenant la forme d'une idée délirante, le sujet n'a pas conscience du trouble. Il souffre d’hallucinations qui peuvent aboutir à de véritables délires du schéma corporel associés à des images de mort ou de possession par des animaux ou des démons, des sensations d’amputation partielle ou totale des organes. Ce type de trouble est notamment observé chez les individus souffrant du syndrome de Cotard.

## Traitement
De récentes études scientifiques ont démontré que la psychothérapie cognitivo-comportementale (TCC) et l'inhibiteur sélectif de la recapture de la sérotonine (ISRS, ex. : fluoxétine et paroxétine) sont des traitements efficaces contre l'hypocondrie comme il est montré dans certains essais cliniques,,,,. Le TCC, une aide psycho-éducationnelle par discussion, aide l'hypocondriaque à canaliser son anxiété face aux divers troubles qu'il ressent.

## Débats
La vision behavioriste qu'ont adoptée les schèmes de classification du DSM et de la CIM sur ce trouble est nettement controversée parce qu'elle ne fait pas la différence entre l’hypocondrie et un trouble de type « hystériforme » (qui ne comporte pas d'altération à la réalité, le patient convertissant son mal-être psychique en mal-être physique), alors que l'hypocondriaque est convaincu contre toute évidence qu'il souffre d'un trouble. Pour ce dernier cas, il s'agit d'un quasi-délire, mais pas pour le premier, qui conserve donc un lien préservé à la réalité.[réf. nécessaire]
Il a été souligné qu'il y a quelque chose de paradoxal à diagnostiquer une maladie chez quelqu'un dont le trouble consiste justement à croire qu'il est malade alors qu'il ne l'est pas. Ainsi, l'hypocondriaque n'est malade pour aucun médecin sauf pour le psychiatre qui lui annonce sa maladie - « l'hypocondrie » - et qui abonde dans son délire : il est malade ; il lui fournit même un « traitement » qui l'aidera à comprendre qu'il n'est pas malade, alors que justement il l'est, puisqu'il souffre d'hypocondrie.
Cette absurdité fait dire à Thomas Szasz que l'hypocondrie ne peut en aucun cas être qualifiée de maladie, et certainement pas de maladie « mentale », et que le psychiatre qui qualifie de malade un hypocondriaque est aussi « fou » que lui, sinon plus. 
Selon Szasz, l'hypocondrie est un jeu de rôle, un complexe social dont un acteur, l'hypocondriaque, essaie de jouer un rôle qui n'est pas accepté par un public, les médecins. Selon Szasz, l'hypocondriaque n'est pas un vrai malade mais un malade imaginaire, et le médecin qui le traite n'est pas un vrai médecin, mais un médecin imaginaire, aussi charlatan que Sganarelle dans Le Médecin malgré lui (1666) de Molière.

## Hypocondrie dans la culture
L'hypocondrie caractérise de nombreux personnages fictifs :

### Littérature
- L'Hypocondriaque (1628), tragicomédie de Jean Rotrou : Le personnage principal, Cloridan, présente une forme psychotique de cette condition. À la suite d'un choc psychologique (la fausse annonce de la mort de sa maîtresse), il est persuadé d'être mort (Syndrome de Cotard).
- Le Malade imaginaire (1673), comédie de théâtre de Molière : le personnage principal, Argan, est constamment persuadé qu'il est atteint de différents maux.
- Trois hommes dans un bateau (1894), récit de voyage comique de Jerome K. Jerome nous montre le narrateur en proie à toutes les maladies (ou presque : il manque l'hydarthrose du genou des femmes de chambre, ou épanchement de synovie[réf. nécessaire]) après s'être farci la tête de connaissances médicales puisées dans un ouvrage de vulgarisation. Son médecin, pince-sans-rire, lui ayant remis une ordonnance prescrivant un beefsteack et une pinte de bière quotidiens, plus une nuit de sommeil et le conseil de se méfier des livres qu'il ne comprend pas (et l'ayant ainsi ridiculisé après du pharmacien auquel il remet l'ordonnance sans l'avoir lue), Jerome, après une interminable discussion avec ses deux compères Harris et George (qui se déclarent également bien malades) décide finalement de prendre le taureau par les cornes et d'entreprendre en leur compagnie une vivifiante expédition de canotage aux mille péripéties comiques sur la Tamise.
- La Conjuration des imbéciles (1980), roman de John Kennedy Toole : le personnage principal, Ignatius J. Reilly, est hypocondriaque, et constamment tourmenté par son anneau pylorique.
- Confession d'un hypocondriaque (2013) de Christophe Ruaults.

### Cinéma
- Drôle de couple (1968), film américain réalisé par Gene Saks : l'un des personnages, Felix Ungar (Jack Lemmon), est hypocondriaque et obsédé par la propreté.
- Marche à l'ombre (1984), film français réalisé par Michel Blanc : l'un des deux personnages principaux, Denis (incarné par Michel Blanc), est hypocondriaque.
- Hannah et ses sœurs (1986), film américain réalisé par Woody Allen : l'un des personnages, Mickey (incarné par Woody Allen), est hypocondriaque.
- My Girl (1991), film américain réalisé par Howard Zieff : Veda est une petite fille hypocondriaque.
- Le Fabuleux Destin d'Amélie Poulain (2001), film français réalisé par Jean-Pierre Jeunet : l'un des personnages, Georgette (Isabelle Nanty), est hypocondriaque.
- Madagascar (2005), film d'animation américain réalisé par Eric Darnell et Tom McGrath : l'un des personnages, Melman, est une girafe mâle hypocondriaque.
- Olé ! (2005), film français réalisé par Florence Quentin : l'un des personnages, Alexandra Veber (Sabine Azéma), est hypocondriaque.
- Une petite zone de turbulences (2010), film français réalisé par Alfred Lot : l'un des personnages, Jean-Paul (Michel Blanc), est hypocondriaque.
- Supercondriaque (2014), film français réalisé par Dany Boon : le personnage principal, Romain Faubert (Dany Boon), développe une forte hypocondrie.

## Liens